# Daan Dierckx
Daan Dierckx (Leuven, 24 februari 2003) is een Belgisch voetballer die sinds 2023 onder contract staat bij Standard Luik, dat hem overnam van Italiaanse Parma FC. Dierckx speelt op de positie van centrale verdediger.

## Carrière
Als kind begon de in Herselt opgegroeide Dierckx bij KFC Herselt. Via KVC Westerlo belandde hij in de jeugdopleiding van eersteklasser KRC Genk, hier doorliep hij de verschillende jeugdreeksen. Dierckx maakte in de wintertransferperiode van het seizoen 2020/21 de overstap van de jeugd van KRC Genk naar de Italiaanse eersteklasser Parma FC. Genk noemde zich achteraf, bij monde van Jos Daerden, "koud gepakt".
Op 6 januari 2021, nauwelijks enkele weken na zijn transfer, mocht hij al een eerste keer plaatsnemen op de bank van het eerste elftal in de competitiewedstrijd tegen Atalanta Bergamo. Op 17 januari 2021 maakte Dierckx zijn officiële debuut in het eerste elftal van de Italiaanse club, in de competitiewedstrijd tegen US Sassuolo (1-1) kreeg hij een basisplaats centraal in de verdediging. Dierckx werd zo de eerste speler uit het geboortejaar 2003 die in de Serie A in actie kwam. De Italiaanse sportkrant La Gazzetta dello Sport had nadien lovende woorden over voor hem. Vier dagen later kreeg hij ook een basisplaats in de achtste finale van de Coppa Italia tegen SS Lazio (2-1-verlies). Dierckx speelde in zijn eerste halve seizoen uiteindelijk acht officiële wedstrijden voor Parma, dat op het einde van het seizoen naar de Serie B degradeerde. Vlak na de degradatie kreeg hij een contractverlenging tot 2025.
Mede door enkele blessures kwam Dierckx in het seizoen 2021/22 niet in actie voor Parma waardoor hij ook uit beeld verdween. Op 12 augustus maakte zijn ex-club KRC Genk bekend dat het Dierckx voor één seizoen huurde van Parma. De club bedwong ook een optie om hem hierna definitief over te nemen. Dierckx zal in eerste instantie aansluiten bij Jong Genk, de beloften die gedurende het seizoen 2022/23 actief zijn in de Eerste klasse B.
Na afloop van zijn uitleenbeurt aan Genk keerde Dierckx terug naar Parma waar hij geen toekomst meer had. In de zomer van 2023 maakte Standard Luik bekend dat het Dierckx definitief aangetrokken had. Hij tekende er een contract voor 3 seizoenen.

## Clubstatistieken
| Seizoen     | Club          | Competitie      | Competitie | Competitie | Competitie | Beker | Beker | Beker | Europa | Europa | Europa | Totaal | Totaal | Totaal |
| Seizoen     | Club          | Competitie      | Wed.       | Dlp.       | Ass.       | Wed.  | Dlp.  | Ass.  | Wed.   | Dlp.   | Ass.   | Wed.   | Dlp.   | Ass.   |
| ----------- | ------------- | --------------- | ---------- | ---------- | ---------- | ----- | ----- | ----- | ------ | ------ | ------ | ------ | ------ | ------ |
| 2020/21     | Parma FC      | Serie A         | 7          | 0          | 0          | 1     | 0     | 0     | —      | —      | —      | 8      | 0      | 0      |
| 2021/22     | Parma FC      | Serie B         | 0          | 0          | 0          | 0     | 0     | 0     | —      | —      | —      | 0      | 0      | 0      |
| Club Totaal | Club Totaal   | Club Totaal     | 7          | 0          | 0          | 1     | 0     | 0     | 0      | 0      | 0      | 8      | 0      | 0      |
| 2022/23     | → Jong Genk   | Eerste klasse B | 21         | 0          | 0          | —     | —     | —     | —      | —      | —      | 21     | 0      | 0      |
| Club Totaal | Club Totaal   | Club Totaal     | 21         | 0          | 0          | 0     | 0     | 0     | 0      | 0      | 0      | 21     | 0      | 0      |
| 2023/24     | SL 16         | Eerste klasse B | 24         | 3          | 0          | —     | —     | —     | —      | —      | —      | 24     | 3      | 0      |
| 2024/25     | SL 16         | 1e Nationale    | 2          | 0          | 0          | —     | —     | —     | —      | —      | —      | 2      | 0      | 0      |
| Club Totaal | Club Totaal   | Club Totaal     | 26         | 3          | 0          | 0     | 0     | 0     | 0      | 0      | 0      | 26     | 3      | 0      |
| 2024/25     | Standard Luik | Eerste klasse A | 7          | 0          | 0          | 0     | 0     | 0     | —      | —      | —      | 7      | 0      | 0      |
| Club Totaal | Club Totaal   | Club Totaal     | 7          | 0          | 0          | 0     | 0     | 0     | 0      | 0      | 0      | 7      | 0      | 0      |
| TOTAAL      | TOTAAL        | TOTAAL          | 61         | 3          | 0          | 1     | 0     | 0     | 0      | 0      | 0      | 62     | 3      | 0      |

Bijgewerkt op 28 januari 2025.
3 Ngoy ·
4 Šutalo ·
5 Bolingoli ·
6 Sotiris ·
7 Bulat ·
8 Price ·
9 Zeqiri ·
10 Đukanović ·
11 Ayensa ·
13 Fossey ·
14 Kuavita ·
15 Doumbia ·
17 Camara ·
19 Badamosi ·
20 Karamoko ·
24 O'Neill ·
25 Hautekiet ·
29 Dierckx ·
30 Henkinet ·
40 Epolo ·
41 Szalai ·
44 Bates ·
45 Godfroid ·
51 Noubi ·
53 Calut ·
77 Hountondji ·
88 Lawrence ·
99 Poitoux ·
Coach: Leko